# Đồi Carntogher

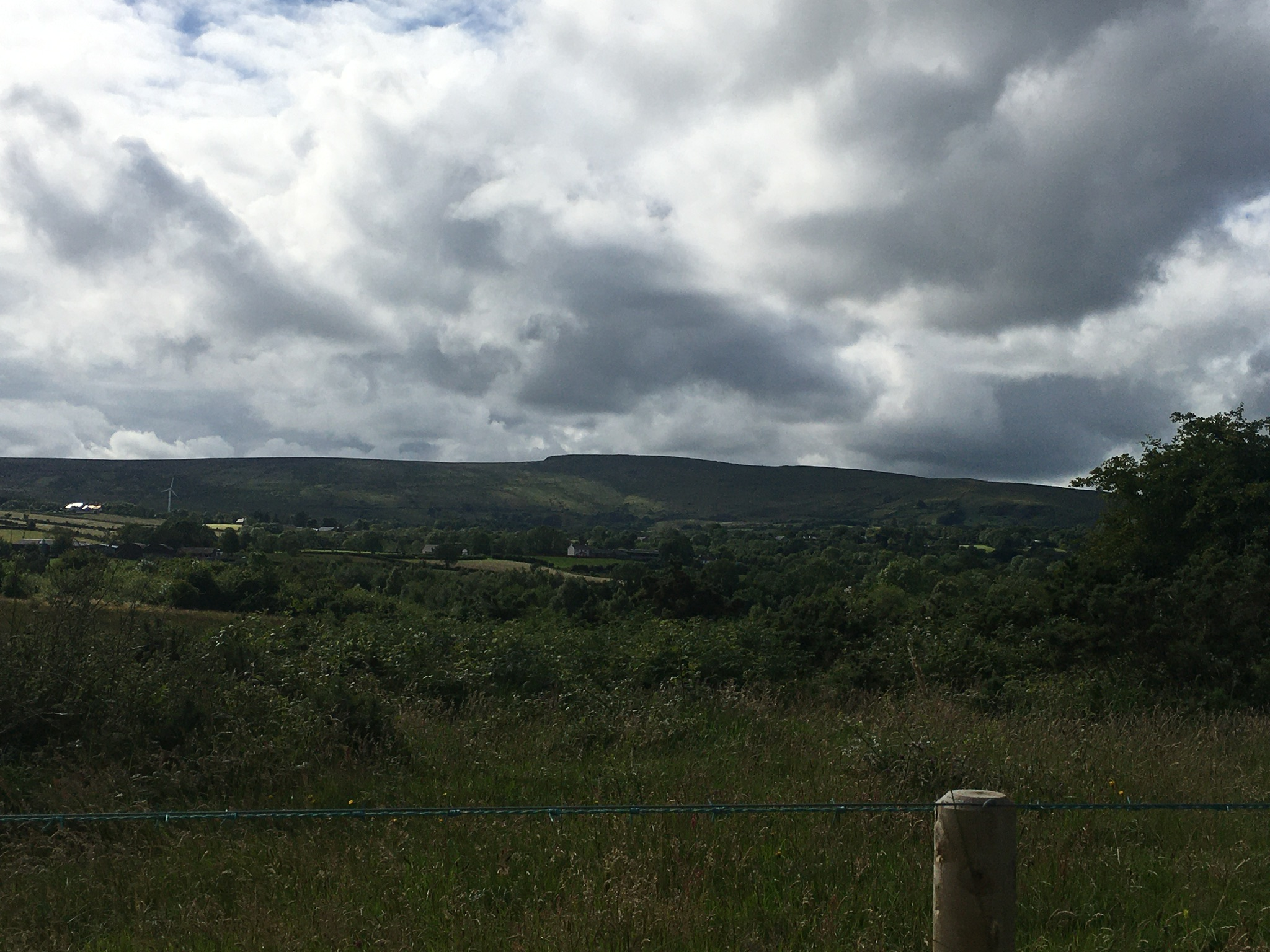
Đồi Carntogher

Đồi Carntogher (tiếng Ireland: Carn Tòchair, có nghĩa là những viên đá nhỏ). Ở địa phương nó được biết đến với cái tên The Carn, là một ngọn đồi cao 464 mét (1522 feet) nhìn ra Tirkane ở hạt Londonderry, Bắc Ireland.

## Cảnh quan
Cảnh quan của đồi Carntogher chủ yếu bao gồm vùng đất nông nghiệp lầy lội với độ dốc lớn nhưng đỉnh bằng phẳng. Nhiều con sông bắt nguồn từ lưng đồi, trong đó nổi bật nhất là sông Grillagh. Đỉnh núi nổi tiếng về hình dạng của nó, và được gọi là mõm của Carn vì nó giống mõm của một chú chó. Vì cảnh quan của nó, ngọn đồi là một nơi rất tốt cho cừu ăn cỏ.

## Lịch sử
Lịch sử đầu tiên được biết đến về ngọn núi là trong câu chuyện Tàin Bò Cuailgne thời kì đồ sắt. Ngọn núi được cho là nơi cất giữ số vàng bị cướp của Shane Crossagh Ó Maoláin, thứ mà ông đã chôn trước khi bị bắt và bị hành quyết. Khu vực này rất giàu thần thoại và di sản khảo cổ học và một số di tích vẫn còn hiện hữu trong cảnh quan. Do đó, có một con đường mòn đi bộ đường dài trên núi tên là Shane's Leap.